# Ординський Іван Іванович
Ординський Іван Іванович (нар. 2 червня 1833  р. — пом. ?) — офіцер, генерал Російської імперії. Перший начальник Одеського піхотного юнкерського училища, очолював училище з 04 квітня 1865 по 31 жовтня 1873.
Закінчив 1-й кадетський корпус в 1853 Миколаївської академія Генерального штабу, отримав чин поручика. 1953 вступив до служби, дослужився до чину генерал-майора в 1880.